# روبي دي هيرت
روبن فرانسوا (روبي) دي هيرت (20 سبتمبر 1942 - 24 أغسطس 2020)، مخرج أفلام بلجيكي.
فاز بجائزة «André Cavens» لأفضل فيلم عام 2000 عن فيلمه «Lijmen/Het Been» توفي 24 أغسطس 2020 بسبب مرض السكري.

## روابط خارجية
- Robbe De Hert في قاعدة بيانات الأفلام على الإنترنت